# Боца ди Боњо (Варезе)
Боца ди Боњо је насеље у Италији у округу Варезе, региону Ломбардија.
Према процени из 2011. у насељу је живело 78 становника. Насеље се налази на надморској висини од 202 м.